# Dammbrüche Swift und Lower Two Medicine
Am 8. Juni 1964 brachen in Montana, USA, die Swift-Talsperre am Birch Creek (dabei gab es 19 Tote) und die Lower-Two-Medicine-Talsperre, die 9 (oder 30) Todesfälle verursachte.

## Das Unwetter
Seit dem 6. Juni zogen mehrere Stürme über die Rocky Mountains im westlichen Teil Montanas und brachten ergiebige Regenfälle mit sich. Rekordverdächtige Niederschläge von 200 bis 350 mm fielen in 24 Stunden. Das Wasser des Sun River, der in den Missouri River mündet, staute am 9. und 10. Juni sogar den Missouri auf und verursachte Überschwemmungen, bei denen 3000 Menschen ausquartiert werden mussten.

## Swift-Talsperre
An mehreren Nebenflüssen des Marias River brachen mehrere Bewässerungsdämme. Am 8. Juni um 10:00 Uhr versagte die Swift-Talsperre am Birch Creek im Pondera County, nachdem sie überflutet worden war. Die 47,9 m hohe Swift-Talsperre (48° 9′ 45,8″ N, 112° 52′ 19,2″ W) war 49 Jahre alt und hatte einen Stauraum von 42,31 Mio. m³. Das Tal des Birch Creek wurde von einer 6 m hohen Flutwelle verwüstet, die alle Gebäude, Brücken und Farmen auf ihrem Weg zerstörte. 19 Menschen und auch viele Pferde und Vieh ertranken.

## Lower-Two-Medicine-Talsperre
Am selben Tag um 15:30 Uhr brach auch die 11 m hohe Lower-Two-Medicine-Talsperre (48° 30′ 6,1″ N, 113° 17′ 12,2″ W) im Glacier County, ebenfalls in Nordwest-Montana. Diese Talsperre war 51 Jahre alt und fasste 25,82 Mio. m³. Dabei gab es 9 Tote in einem Blackfoot-Indianerreservat. Nach einem anderen Bericht starben beim Bruch der Lower-Two-Medicine-Talsperre sogar 30 Blackfoot-Indianer.